# Tang Dezong
Tang Dezong (zijn persoonlijke naam was Li Kuo) (27 mei 742 – 25 februari 805) was zesentwintig jaar lang keizer van de Chinese Tang-dynastie. Hij regeerde van 779 tot 805. 
Het keizerlijk gezag in het China van de late Tang-dynastie was sterk verzwakt door de grootschalige An Lushan-opstand (755-763). Militaire gouverneurs in de provincies waren sindsdien vrijwel onafhankelijk en trokken zich weinig aan van het hof. Toen Dezong in 779 aan de macht kwam, probeerde hij door hervormingen het centrale gezag te herstellen. 
De belangrijkste hervorming was die van het belastingstelsel. Sinds de Noordelijke Wei (386-534) was vooral in het noorden het gelijke veldsysteem gangbaar. Dit systeem was erop gebaseerd dat de staat landbouwgrond toewees aan boeren in ruil voor belastingen en corveediensten. Dit was na de val van de Han-dynastie (206 v.Chr. - 220 na Chr.) een effectieve manier geweest om verlaten landbouwgronden weer in cultuur te brengen. Het stelsel was al ondermijnd door de toename van het grootgrondbezit van rijke aristocratische families en boeddhistische kloosters, maar de An Lushan-opstand bracht het definitieve einde van het gelijke veld-systeem. De staat had niet langer de middelen en de administratieve organisatie om de landbouwgrond periodiek te herverdelen. 
In 780 voerde minister Yang Yan (721-781) de Methode van de Tweemalige Belastingheffing (liangshui fa) in. Het 'tweemalige' van deze heffing slaat op de momenten van inning, namelijk bij de oogst van de zomer en die van het najaar. Dit nieuwe stelsel zou tot de Eén Zweep Hervormingen (yitiao bianfa) tijdens de Ming-dynastie de basis voor het Chinese belastingstelsel vormen. De belastingen werden voortaan gekoppeld aan het grondbezit, niet aan personen. Dit moest het gemakkelijker maken om ook de grootgrondbezitters te belasten, iets wat met wisselend succes gebeurde. Een neveneffect van het wijzigen van het belastingstelsel was dat volkstellingen minder belangrijk werden en daardoor ook minder betrouwbaar. 
Dezong probeerde ook de militaire gouverneurs weer onder controle van het centrale gezag te brengen. In 781 weigerde Dezong de zoon van de overleden gouverneur van Chengde als diens opvolger te erkennen. Het gevolg was een jarenlange strijd, waarbij de keizer na aanvankelijke successen het onderspit moest delven. In 783 zag Dezong zich door muitende troepen genoodzaakt de hoofdstad Chang'an te ontvluchten. Hij was daarmee de derde Tang-keizer, na Xuanzong in 756 en Daizong in 763, in dertig jaar die uit de hoofdstad werd verjaagd. Dezong verleende amnestie aan de rebellerende gouverneurs zodat hij de gelegenheid kreeg om met de muiters in de hoofdstad af te rekenen. 
Aan de westgrens van het rijk had China te maken met het sterke Tibetaanse rijk. De Tibetanen versloegen in 790 een gezamenlijke strijdmacht van Chinezen en Oeigoeren. Daarmee was het herstel van het Chinese gezag over de verloren gegane westelijke gebieden definitief van de baan. Wel wisten de Chinezen in 794 een verbond te sluiten met het zuidwestelijke koninkrijk Nan Chao en vanuit die zijde Tibet binnen te vallen. 
Dezong had weinig vertrouwen in de civiele bureaucratie en benoemde meer en meer eunuchen van zijn hofhouding op belangrijke posities. Zo stond bijvoorbeeld de keizerlijke garde, het shence-leger, onder bevel van eunuchen. Zelf trok Dezong zich in zijn latere jaren steeds meer terug in zijn hofhouding en liet hij het bestuur van het land over aan zijn eunuchen. De dichtkunst was een van zijn liefhebberijen. 